# شورية حمراء
شورية حمراء (الاسم العلمي:Shorea rubra) هي نوع غير مؤكد من النباتات تتبع جنس الشورية من فصيلة مجنحية الثمر.